# North Carolina-klass
North Carolina-klass var en klass bestående av två snabba slagskepp byggd för USA:s flotta i slutet av 1930-talet och början av 1940-talet. Flottan var ursprungligen osäker om fartygen skulle vara snabb nog för att motverka den japanska Kongō-klassen, som USA trodde kunde nå en hastighet på 26 knop. USA stod i valet mellan att offra hastigheten för ytterligare eldkraft och pansar. Det andra marina Londonavtalet (Second London Naval Treaty) krävde att alla så kallade Capital ships det vill säga det mest betydelsefulla skeppen i flottan, har en standardvikt på mindre än 36 000 ton, detta hindrade önskade mål att uppnås fullt ut, och flottan betraktade över femtio ritningar innan en valdes.